# Antonius Arena
Pour les articles homonymes, voir Arena et Arène (homonymie).
Antonius Arena (Antoine Arène), né vers 1500 à Solliès et mort en 1544, est un juriste et poète français, auteur d'un traité de danse.
Après des études de droit à l'Université d'Avignon, il sert dans l'armée française en Italie en 1527, puis devient juge à Saint-Rémy-de-Provence. Il est l'auteur de Ad suos compagnones studiantes (À ses compagnons étudiants), ouvrage en vers rédigé en latin macaronique, remanié plusieurs fois entre 1520 et 1670 et traduit par Yvon Guilcher en 1990.
Arena y décrit les basses danses et, plus brièvement, la pavane, la gaillarde, le tourdion et la courante.

## Œuvres
- Provincialis de bragardissima villa de Soleriis, ad suos compagnones studiantes, qui sunt de persona friantes, bassas dansas in gallanti stilo bisognatas et de novo per ipsum correctas et joliter augmentalas, cum guerra Romana totum ad longum sine require, et cum guerra Neapolitana et cum revolta Gennuensi et guerra Avenionensi, et epistola ad falotissimam garsam, pro passando lo tempus alegramentum mandat, Lyon, 1533 (en ligne, lire en ligne sur Gallica).
- Meygra Entrepriza catoliqui imperatoris quando de anno Domini mille CCCCC XXXVI veniebat per Provensam, bene corrossatus, impostam prendere Fransam cum villis de Provensa, propter grossas et menutas gentes rejohire, Avignon, 1537.
- S'ensuyvent les Taux, moderations, sallaires et emolumens des greffiers du parlement, des advocatz, procureurs et greffiers des lieutenans des juges ordinaires, des huissiers et sergens avecques le grand arrest donné par nostre tres chrestien Roy de France touchant la confirmation de la Justice et ordonnances de ce present pays de Provence et la moderation des amendes de douze vingt livres en cas d'erreur et de mises aux premieres ordonnances de ce parlement de Provence, avec les villes et chasteaulx de Provence extraictes par maistre Anthoine Arena, Lyon, 1540.
- Antonius de Arena provençalis de bragardissima villa de Soleriis Ad suos compagnones, qui sunt de persona friantes, baßas dansas et branlos practicantes, nouvellos perquam plurimos mandat, Londres, 1758.
- Yvon Guilcher, À ses compagnons étudiants..., traduction et analyse de Ad suos compagnones studiantes, Créteil, Atelier de la danse populaire, 1990  (ISBN 2-907567-02-0).
- Fausta Garavini et Lucia Lazzerini (éd.), Macaronee provenzali, Milano, R. Ricciardi, 1984.
- Marie-Joëlle Louison-Lassablière (éd.), Ad suos compagnones... 1531, édition bilingue, Honoré Champion, 2020.